# Jugoslavenska ženska odbojkaška reprezentacija
Jugoslavenska ženska odbojkaška reprezentacija predstavljala je Jugoslaviju u međunarodnoj ženskoj odbojci.

## Ishodi

### Olimpijske igre
- 1962. – 1976. - nije se kvalificirala
- 1980. – 6. mjesto
- 1984. – 1988. - nije se kvalificirala

### Svjetska prvenstva
- 1952. – 1974. - nije se kvalificirala
- 1978. – 16. mjesto
- 1982. – 1990. - nije se kvalificirala

### Europska prvenstva
- 1949. – 1950. - nije se kvalificirala
- 1951. -  bronca
- 1955. - nije se kvalificirala
- 1958. – 7. mjesto
- 1963. – 8. mjesto
- 1967. - nije se kvalificirala
- 1971. – 14. mjesto
- 1975. – 8. mjesto
- 1977. – 9. mjesto
- 1979. – 10. mjesto
- 1981. – 11. mjesto
- 1983. – 1987. - nije se kvalificirala
- 1989. – 8. mjesto
- 1991. – 9. mjesto

### Svjetski kupovi
- 1973. – 1991. - nije se kvalificirala